# Seznam členů vedení Poslanecké sněmovny Parlamentu České republiky
Toto je seznam členů vedení Poslanecké sněmovny Parlamentu České republiky, skládající se z předsedy Poslanecké sněmovny a z jednoho nebo více místopředsedů:

## Galerie současného vedení Poslanecké sněmovny

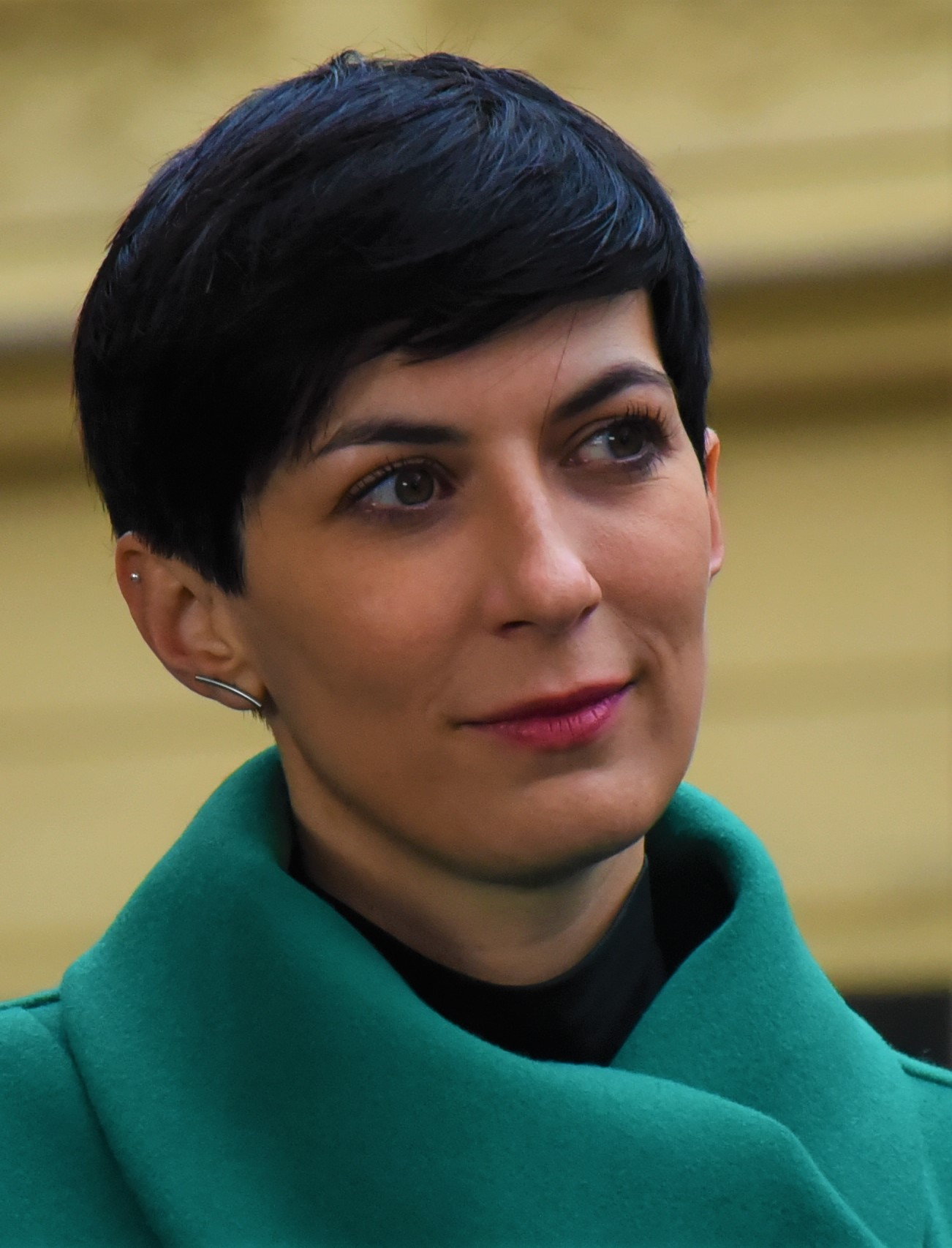
Markéta Pekarová Adamová (předsedkyně)
Věra Kovářová (1. místopředsedkyně)
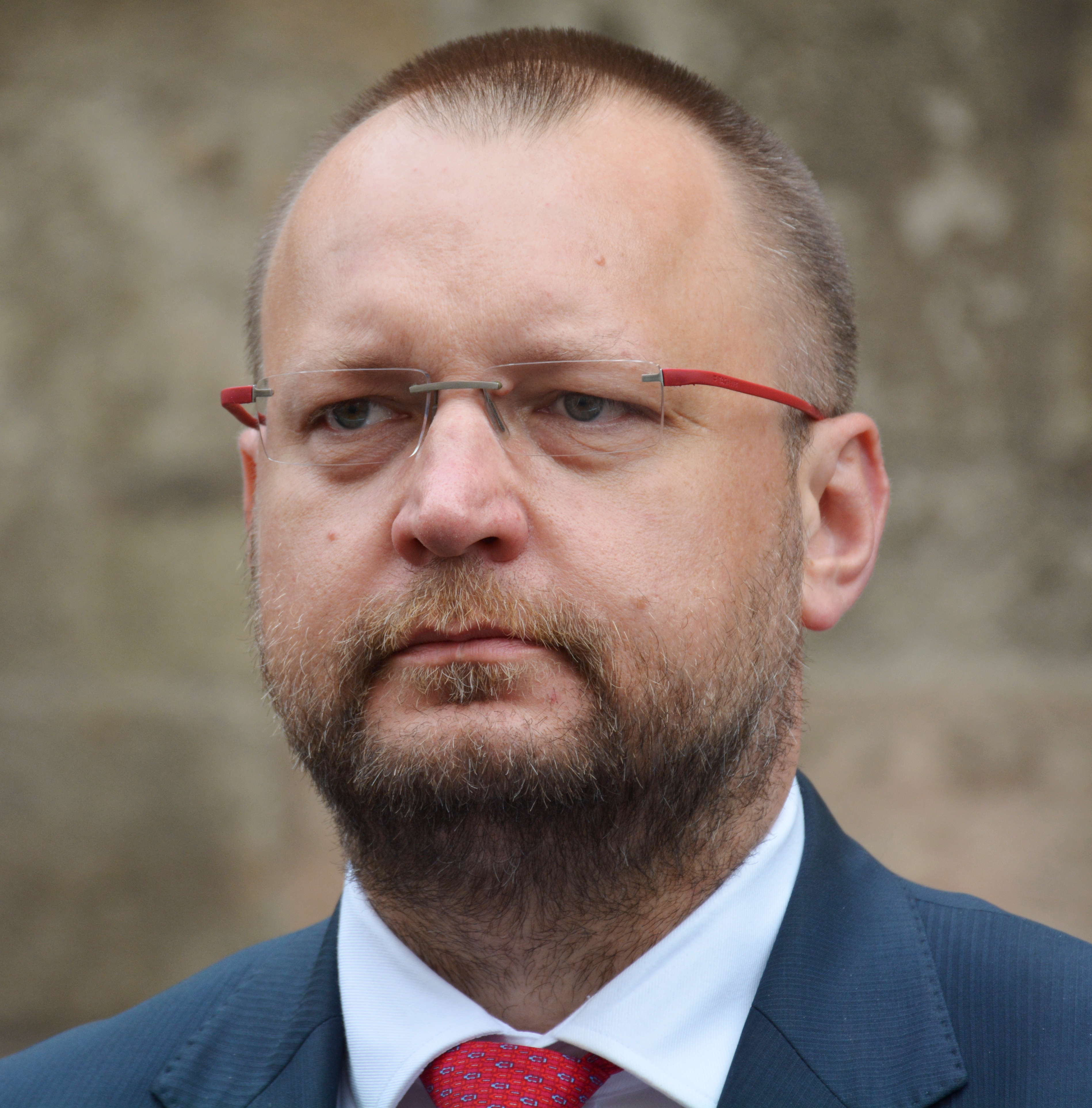
Jan Bartošek (místopředseda)
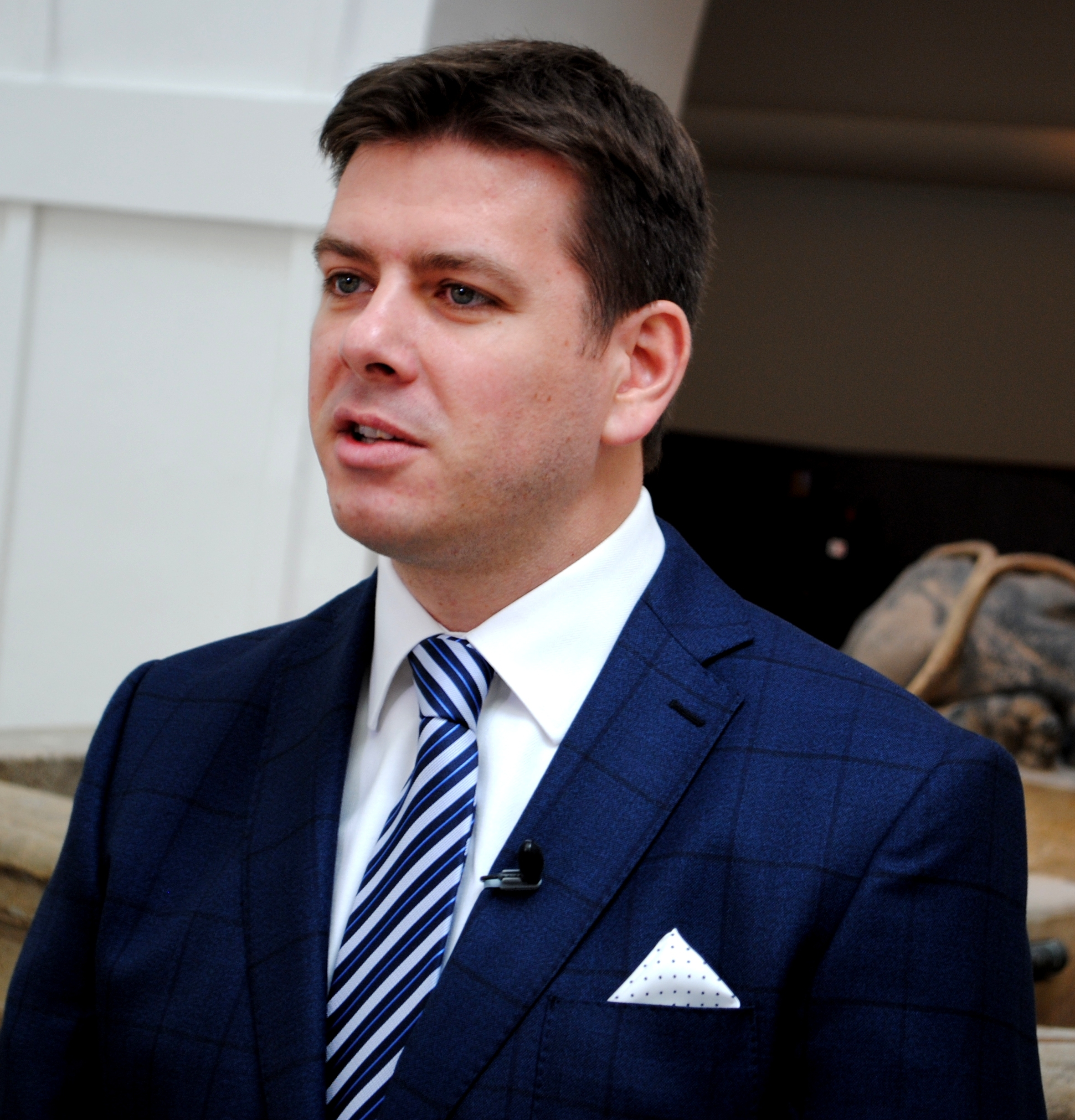
Jan Skopeček (místopředseda)
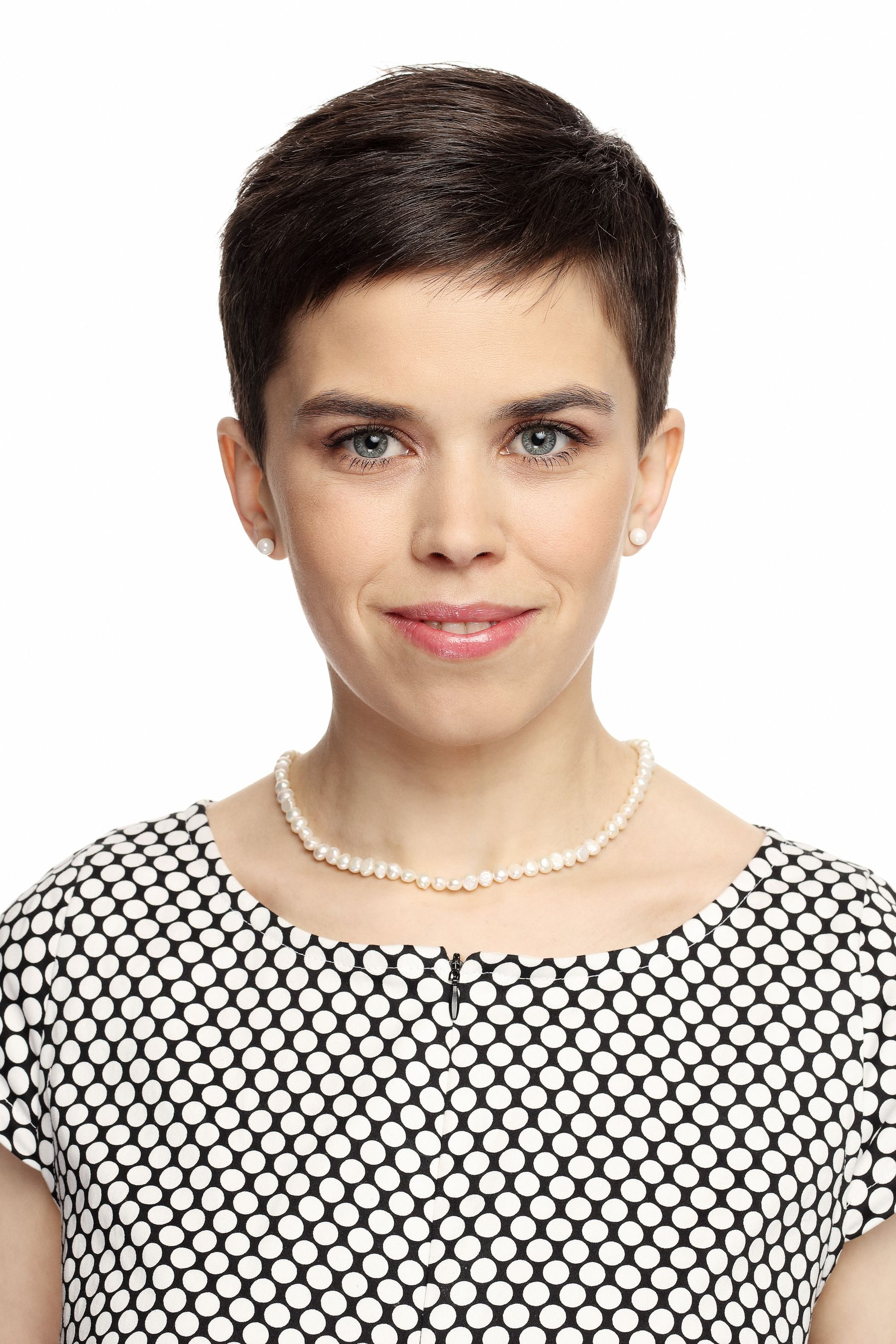
Olga Richterová (místopředsedkyně)
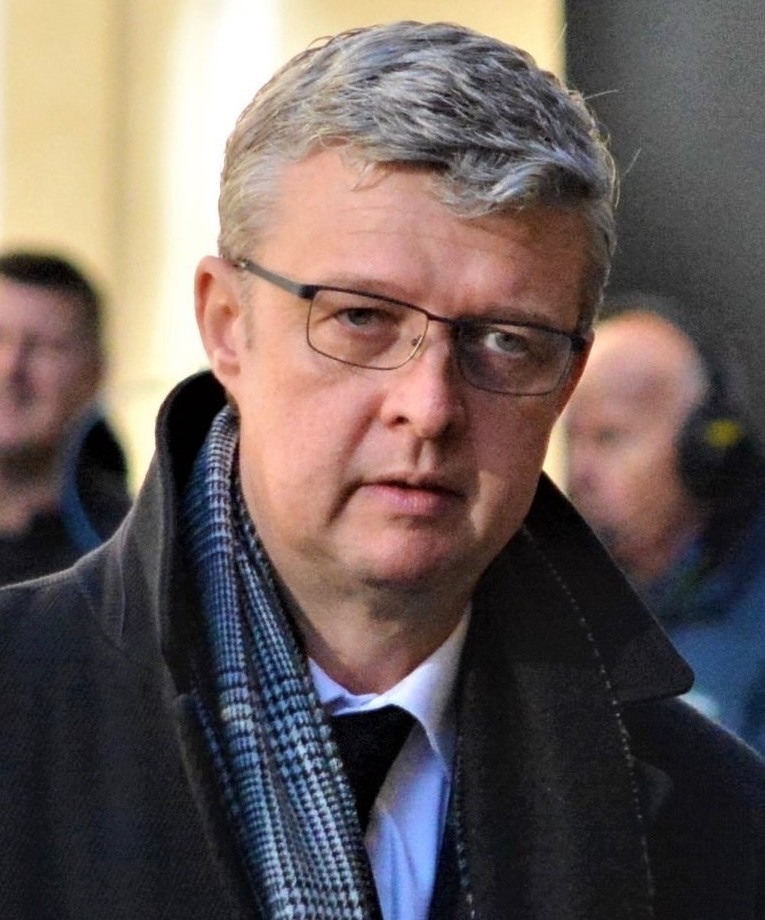
Karel Havlíček (místopředseda)
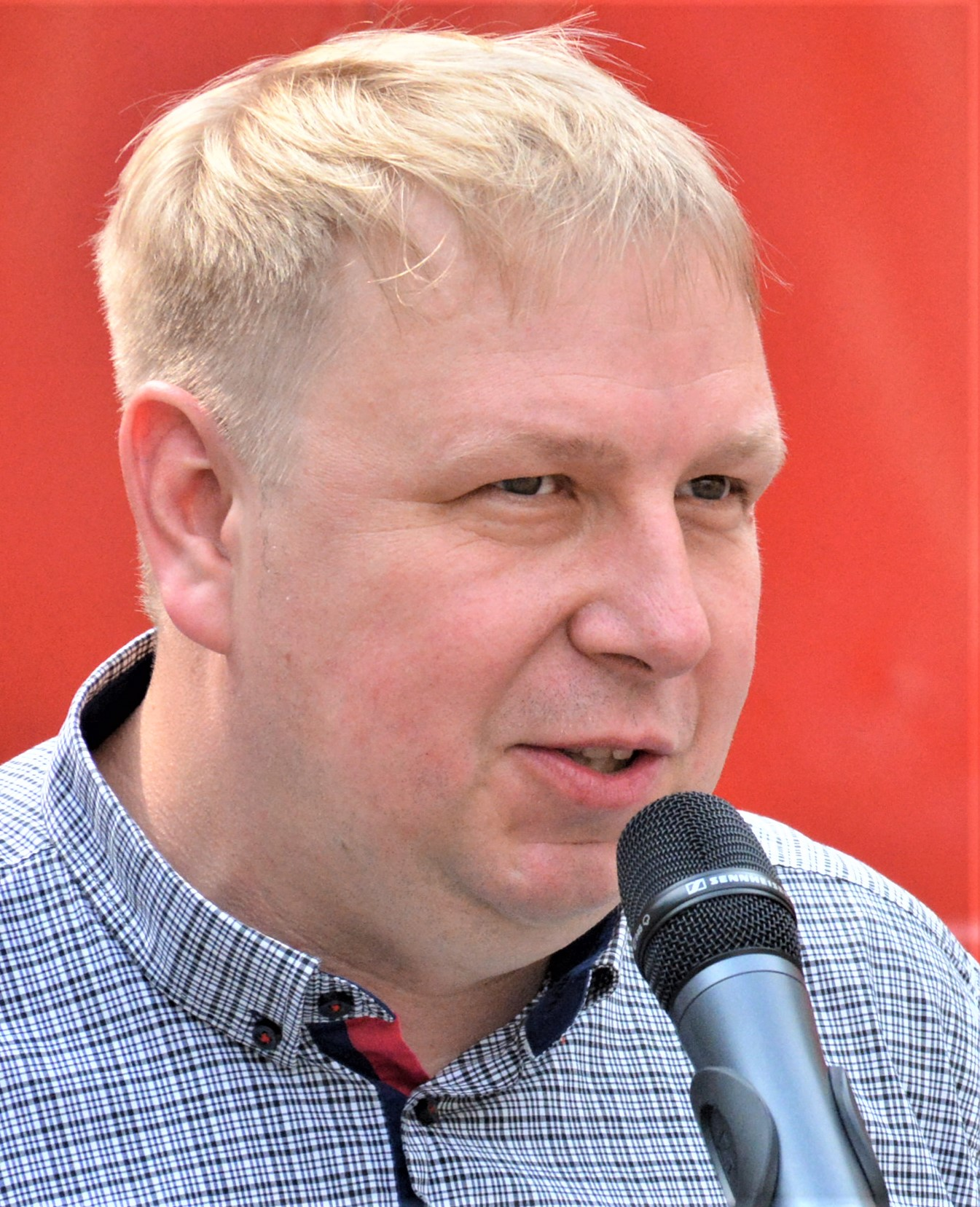
Aleš Juchelka (místopředseda)

## 1. volební období (1992–1996)
| Funkce        | Jméno a příjmení | Poslanecký klub | Poslanecký klub | Nástup do funkce | Odchod z funkce |
| ------------- | ---------------- | --------------- | --------------- | ---------------- | --------------- |
| Předseda      | Milan Uhde       |                 | ODS             | 29. června 1992  | 6. června 1996  |
| Místopředseda | Jan Kasal        |                 | KDU-ČSL         | 29. června 1992  | 6. června 1996  |
| Místopředseda | Karel Ledvinka   |                 | ODA             | 29. června 1992  | 6. června 1996  |
| Místopředseda | Pavel Tollner    |                 | KDS             | 6. června 1992   | 30. května 1995 |
| Místopředseda | Jiří Vlach       |                 | ODS             | 6. června 1992   | 6. června 1996  |

## 2. volební období (1996–1998)
| Funkce           | Jméno a příjmení | Poslanecký klub | Poslanecký klub | Nástup do funkce | Odchod z funkce |
| ---------------- | ---------------- | --------------- | --------------- | ---------------- | --------------- |
| Předseda         | Miloš Zeman      |                 | ČSSD            | 27. června 1996  | 19. června 1998 |
| Místopředsedkyně | Petra Buzková    |                 | ČSSD            | 27. června 1996  | 19. června 1998 |
| Místopředseda    | Jiří Honajzer    |                 | ODS             | 27. června 1996  | 3. února 1998   |
| Místopředseda    | Jan Kasal        |                 | KDU-ČSL         | 2. července 1996 | 19. června 1998 |
| Místopředseda    | Karel Ledvinka   |                 | ODA             | 27. června 1996  | 19. června 1998 |
| Místopředseda    | Jiří Vlach       |                 | ODS             | 27. června 1996  | 19. června 1998 |
| Místopředseda    | Jaroslav Zvěřina |                 | ODS             | 26. února 1998   | 19. června 1998 |

## 3. volební období (1998–2002)
| Funkce           | Jméno a příjmení | Poslanecký klub | Poslanecký klub | Nástup do funkce  | Odchod z funkce |
| ---------------- | ---------------- | --------------- | --------------- | ----------------- | --------------- |
| Předseda         | Václav Klaus     |                 | ODS             | 17. července 1998 | 20. června 2002 |
| Místopředseda    | František Brožík |                 | ČSSD            | 6. dubna 2000     | 20. června 2002 |
| Místopředsedkyně | Petra Buzková    |                 | ČSSD            | 17. července 1998 | 20. června 2002 |
| Místopředseda    | Stanislav Gross  |                 | ČSSD            | 17. července 1998 | 4. dubna 2000   |
| Místopředseda    | Ivan Langer      |                 | ODS             | 17. července 1998 | 20. června 2002 |

## 4. volební období (2002–2006)
| Funkce           | Jméno a příjmení  | Poslanecký klub | Poslanecký klub | Nástup do funkce  | Odchod z funkce |
| ---------------- | ----------------- | --------------- | --------------- | ----------------- | --------------- |
| Předseda         | Lubomír Zaorálek  |                 | ČSSD            | 11. července 2002 | 15. června 2006 |
| 1. místopředseda | Jan Kasal         |                 | KDU-ČSL         | 11. července 2002 | 15. června 2006 |
| Místopředseda    | Vojtěch Filip     |                 | KSČM            | 16. července 2002 | 15. června 2006 |
| Místopředsedkyně | Jitka Kupčová     |                 | ČSSD            | 11. července 2002 | 15. června 2006 |
| Místopředseda    | Ivan Langer       |                 | ODS             | 16. července 2002 | 15. června 2006 |
| Místopředsedkyně | Hana Marvanová    |                 | US-DEU          | 16. července 2002 | 16. září 2002   |
| Místopředsedkyně | Miroslava Němcová |                 | ODS             | 18. července 2002 | 15. června 2006 |

## 5. volební období (2006–2010)
| Funkce              | Jméno a příjmení  | Poslanecký klub | Poslanecký klub | Nástup do funkce | Odchod z funkce |
| ------------------- | ----------------- | --------------- | --------------- | ---------------- | --------------- |
| Předseda            | Miloslav Vlček    |                 | ČSSD            | 14. srpna 2006   | 30. dubna 2010  |
| 1. místopředsedkyně | Miroslava Němcová |                 | ODS             | 14. srpna 2006   | 3. června 2010  |
| Místopředseda       | Lubomír Zaorálek  |                 | ČSSD            | 14. srpna 2006   | 3. června 2010  |
| Místopředseda       | Jan Kasal         |                 | KDU-ČSL         | 14. srpna 2006   | 3. června 2010  |
| Místopředsedkyně    | Lucie Talmanová   |                 | ODS             | 14. srpna 2006   | 3. června 2010  |
| Místopředseda       | Vojtěch Filip     |                 | KSČM            | 14. srpna 2006   | 3. června 2010  |

## 6. volební období (2010–2013)
| Funkce           | Jméno a příjmení  | Poslanecký klub | Poslanecký klub | Nástup do funkce  | Odchod z funkce   |
| ---------------- | ----------------- | --------------- | --------------- | ----------------- | ----------------- |
| Předsedkyně      | Miroslava Němcová |                 | ODS             | 24. června 2010   | 28. srpna 2013    |
| 1. místopředseda | Lubomír Zaorálek  |                 | ČSSD            | 24. června 2010   | 28. srpna 2013    |
| Místopředseda    | Jiří Oliva        |                 | TOP 09          | 5. září 2012      | 28. srpna 2013    |
| Místopředsedkyně | Vlasta Parkanová  |                 | TOP 09          | 24. června 2010   | 11. července 2012 |
| Místopředsedkyně | Kateřina Klasnová |                 | VV              | 24. června 2010   | 23. dubna 2012    |
| Místopředseda    | Jan Hamáček       |                 | ČSSD            | 19. prosince 2012 | 28. srpna 2013    |
| Místopředseda    | Jiří Pospíšil     |                 | ODS             | 19. prosince 2012 | 28. srpna 2013    |

## 7. volební období (2013–2017)
| Funkce              | Jméno a příjmení            | Poslanecký klub | Poslanecký klub | Nástup do funkce   | Odchod z funkce |
| ------------------- | --------------------------- | --------------- | --------------- | ------------------ | --------------- |
| Předseda            | Jan Hamáček                 |                 | ČSSD            | 27. listopadu 2013 | 26. října 2017  |
| 1. místopředsedkyně | Jaroslava Pokorná Jermanová |                 | ANO             | 27. listopadu 2013 | 3. ledna 2017   |
| 1. místopředseda    | Radek Vondráček             |                 | ANO             | 11. ledna 2017     | 26. října 2017  |
| Místopředseda       | Vojtěch Filip               |                 | KSČM            | 27. listopadu 2013 | 26. října 2017  |
| Místopředseda       | Petr Gazdík                 |                 | TOP 09          | 12. prosince 2013  | 26. října 2017  |
| Místopředseda       | Pavel Bělobrádek            |                 | KDU-ČSL         | 27. listopadu 2013 | 29. ledna 2014  |
| Místopředseda       | Jan Bartošek                |                 | KDU-ČSL         | 6. února 2014      | 26. října 2017  |

## 8. volební období (2017–2021)
| Funkce                                     | Jméno a příjmení | Poslanecký klub | Poslanecký klub | Nástup do funkce   | Odchod z funkce |
| ------------------------------------------ | ---------------- | --------------- | --------------- | ------------------ | --------------- |
| Předseda                                   | Radek Vondráček  |                 | ANO             | 22. listopadu 2017 | 21. října 2021  |
| 1. místopředseda                           | Jan Hamáček      |                 | ČSSD            | 24. listopadu 2017 | 27. června 2018 |
| 1. místopředseda (do 7/2018 místopředseda) | Vojtěch Filip    |                 | KSČM            | 24. listopadu 2017 | 21. října 2021  |
| Místopředseda                              | Tomáš Hanzel     |                 | ČSSD            | 10. července 2018  | 21. října 2021  |
| Místopředseda                              | Tomio Okamura    |                 | SPD             | 24. listopadu 2017 | 21. října 2021  |
| Místopředseda                              | Vojtěch Pikal    |                 | Piráti          | 24. listopadu 2017 | 21. října 2021  |
| Místopředseda                              | Petr Fiala       |                 | ODS             | 28. listopadu 2017 | 21. října 2021  |

## 9. volební období (2021–2025)
| Funkce              | Jméno a příjmení           | Poslanecký klub | Poslanecký klub | Nástup do funkce   | Odchod z funkce |
| ------------------- | -------------------------- | --------------- | --------------- | ------------------ | --------------- |
| Předsedkyně         | Markéta Pekarová Adamová   |                 | TOP 09          | 10. listopadu 2021 | úřadující       |
| 1. místopředsedkyně | Věra Kovářová              |                 | STAN            | 10. listopadu 2021 | úřadující       |
| Místopředseda       | Jan Bartošek               |                 | KDU-ČSL         | 10. listopadu 2021 | úřadující       |
| Místopředseda       | Jan Skopeček               |                 | ODS             | 10. listopadu 2021 | úřadující       |
| Místopředsedkyně    | Olga Richterová            |                 | Piráti          | 10. listopadu 2021 | úřadující       |
| Místopředsedkyně    | Jana Mračková Vildumetzová |                 | ANO             | 10. listopadu 2021 | 30. září 2022   |
| Místopředseda       | Karel Havlíček             |                 | ANO             | 18. února 2022     | úřadující       |
| Místopředsedkyně    | Klára Dostálová            |                 | ANO             | 16. listopadu 2022 | 24. června 2024 |
| Místopředseda       | Aleš Juchelka              |                 | ANO             | 26. června 2024    | úřadující       |